# Чаннинг, Уильям Эллери
Уи́льям Э́ллери Ча́ннинг (англ. William Ellery Channing; 7 апреля 1780 — 2 октября 1842) — американский публицист, переводчик и религиозный деятель, один из основателей американского унитарианства.

## Биография
В 1798 году окончил Гарвардский университет и с 1803 года был священником в Бостоне. 
В 1819 году обратился от кальвинизма к унитаризму, выступив в первой Индепендетской церкви Балтимора с проповедью, в которой провозгласил главные принципы унитарианства. Первым в истории американского богословия заявил, что божественное откровение можно получить не только через Библию, но и через разум. Чаннинг сказал: «Наш основной принцип в понимании Святого Писания заключается в том, что Библия — книга, написанная для людей, на человеческом языке, и что ее смысл следует искать таким же образом, как и смысл других книг». Он писал: «Мы веруем в то, что Бог бесконечно добр, благосклонен, что благость его распространяется на всех людей, а не только на избранных». Чаннинг постоянно подчеркивал, что необходима терпимость по отношению ко всякому инакомыслию и уважение к свободе религиозной мысли.
В 1821-1823 годах предпринял путешествие в Европу, встречался с английскими поэтами-романтиками Водсвортом и Кольриджем.
В своих проповедях и статьях Чаннинг затрагивал разнообразные вопросы социальной и моральной жизни. Известны его проповеди об американском рабстве («On slavery», 1835), о самообразовании («On self culture», 1838), о воспитании рабочих классов (1840). Чаннинг выступал за светское образование: «детские умы надо наполнять не столько выдумками из Библии, сколько полезными фактами из римской, греческой, европейской, американской истории и литературы». В политике он являлся сторонником аболиционизма, но призывал бороться за отмену рабства, используя просветительские, а не политические методы. Он также был пацифистом — в 1812 году он произнес антивоенную проповедь, в 1815 году при его участии была основано Массачусетское общество мира, существующее до сих пор.

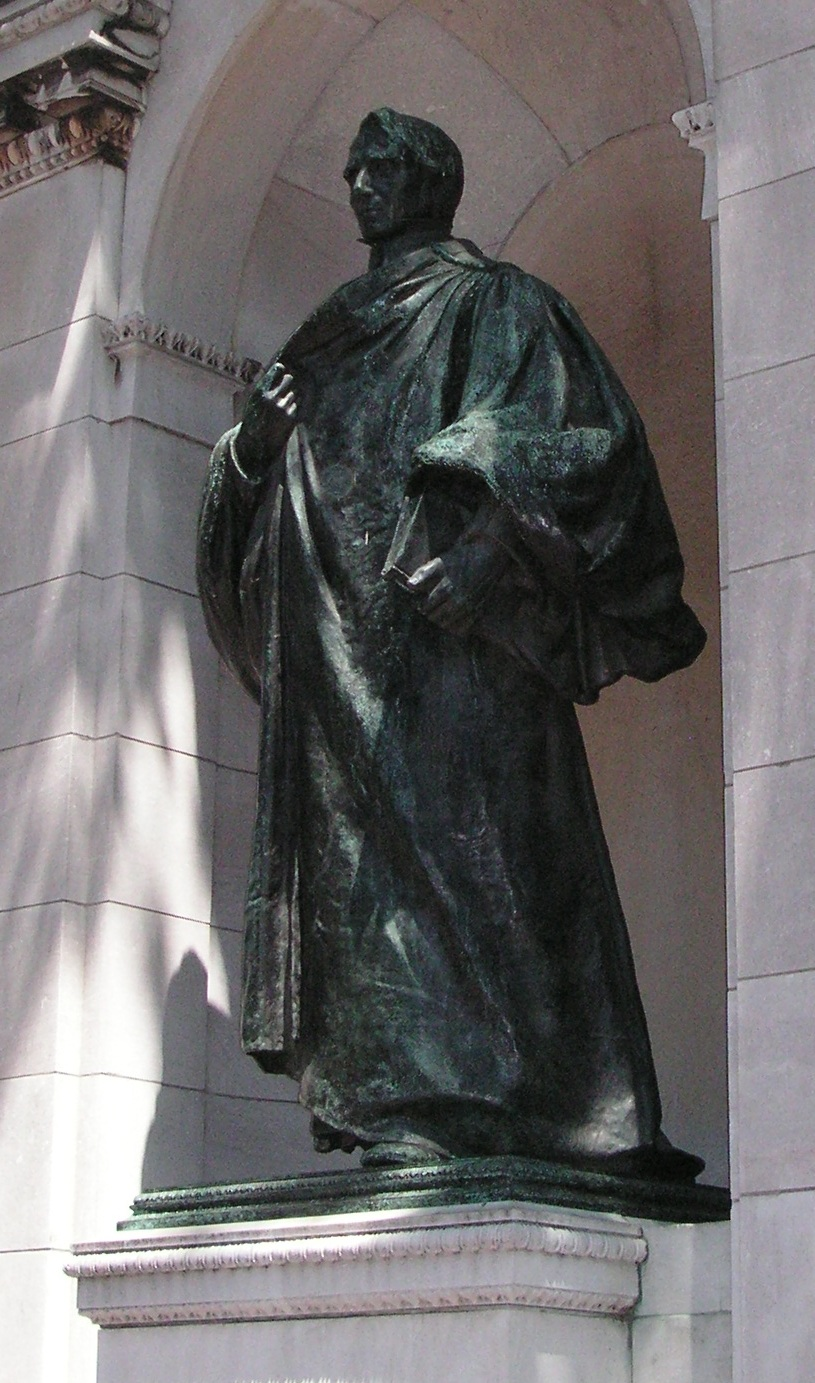
Памятник Чаннингу в Бостонском общественном саду

Идеи Чаннинга оказали большое влияние на философско-религиозные взгляды американских представителей «социального христианства» (Ф. Пибоди, Ф. Эббот, Ш. Мэтьюс и др.)